# Stadion Miejski (Breslau)
Das Stadion Miejski (deutsch Städtisches Stadion, auch Stadion Śląska Wrocław, durch Sponsoringvertrag offiziell Tarczyński Arena) ist ein Fußballstadion in der viertgrößten polnischen Stadt Breslau (polnisch Wrocław), Woiwodschaft Niederschlesien. Es ist ein Stadion der UEFA-Kategorie 4, der höchsten Klassifikation des Fußballverbandes.

## Geschichte
Die Bauarbeiten begannen im November 2008, die Fertigstellung war für Juni 2011 geplant; nach Verzögerungen wurde es jedoch erst im September 2011 eröffnet. Das 857 Mio. PLN (rund 200 Mio. Euro) teure Stadion wird überwiegend vom Fußballverein Śląsk Wrocław genutzt und bietet 45.105 Plätze, davon 2130 V.I.P.- und Business-Plätze sowie 102 behindertengerechte Plätze sowie 102 Plätze für die Begleiter. Der Bau ist mit einer Membran aus Glasfaser, die größte ihrer Art, umhüllt. Sie lässt sich in verschiedenen Farben beleuchten und lässt genug Tageslicht für die vier Bürogebäude im Stadion durch. Die beiden Videoanzeigetafeln unter dem Dach haben jeweils rund 90 m² Fläche. Am 30. Dezember 2009 wurde der Vertrag mit dem polnischen Generalunternehmer Mostostal Warszawa S.A. wegen Bauverzögerung aufgelöst. Der neue Generalunternehmer wurde das deutsche Unternehmen Max Bögl.
Am 10. September 2011 fand zur Eröffnung des Stadions der WBC-Weltmeisterschafts-Boxkampf im Schwergewicht zwischen dem ukrainischen Weltmeister Vitali Klitschko und dem polnischen Herausforderer Tomasz Adamek statt.
Seit 2014 findet am zweiten Wochenende im Mai auf der Esplanade das Festival des guten Bieres statt.
Im September 2021 erhielt das Stadion den Sponsoringnamen Tarczyński Arena, nach der Tarczyński-Gruppe aus der Fleischindustrie. Der Vertrag über sechs Jahre hat einen Wert von 14 Mio. PLN (etwa drei Mio. Euro).
Am 28. Mai 2025 fand in der Arena das Finale der UEFA Conference League 2024/25 statt. Der englische Vertreter FC Chelsea setzte sich mit 4:1 (0:1) gegen den spanischen Club Betis Sevilla durch und gewann den Pokal erstmals in der Vereinsgeschichte.

## Fußball-Europameisterschaft 2012
Während der Europameisterschaft fanden in Breslau drei Vorrundenspiele statt.
| Datum         | Runde    | Heim         | Gast       | Ergebnis  |
| ------------- | -------- | ------------ | ---------- | --------- |
| 8. Juni 2012  | Vorrunde | Russland     | Tschechien | 4:1 (2:0) |
| 12. Juni 2012 | Vorrunde | Griechenland | Tschechien | 1:2 (0:2) |
| 16. Juni 2012 | Vorrunde | Tschechien   | Polen      | 1:0 (0:0) |

## Galerie

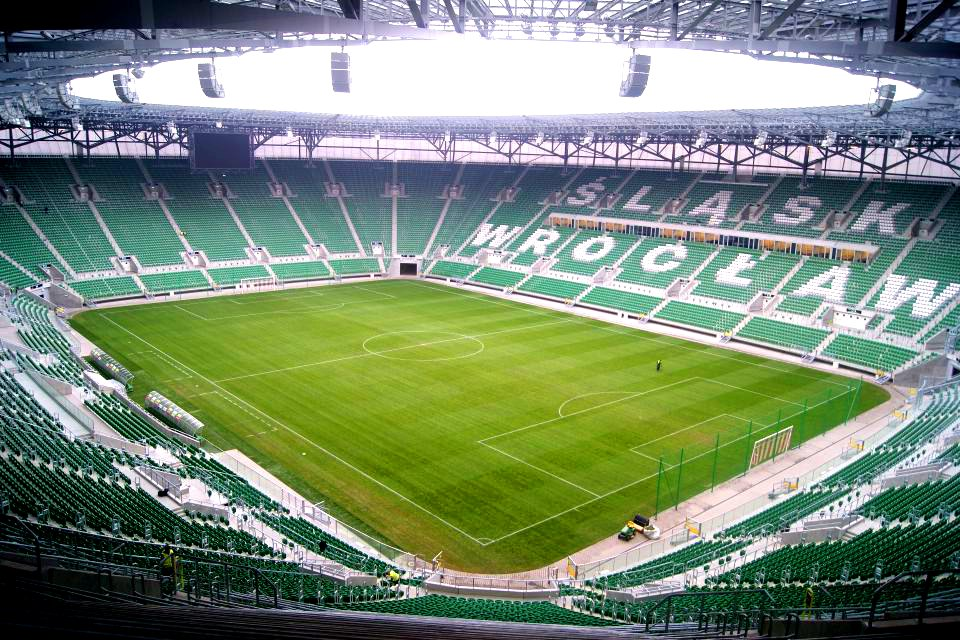
Innenraum der Arena
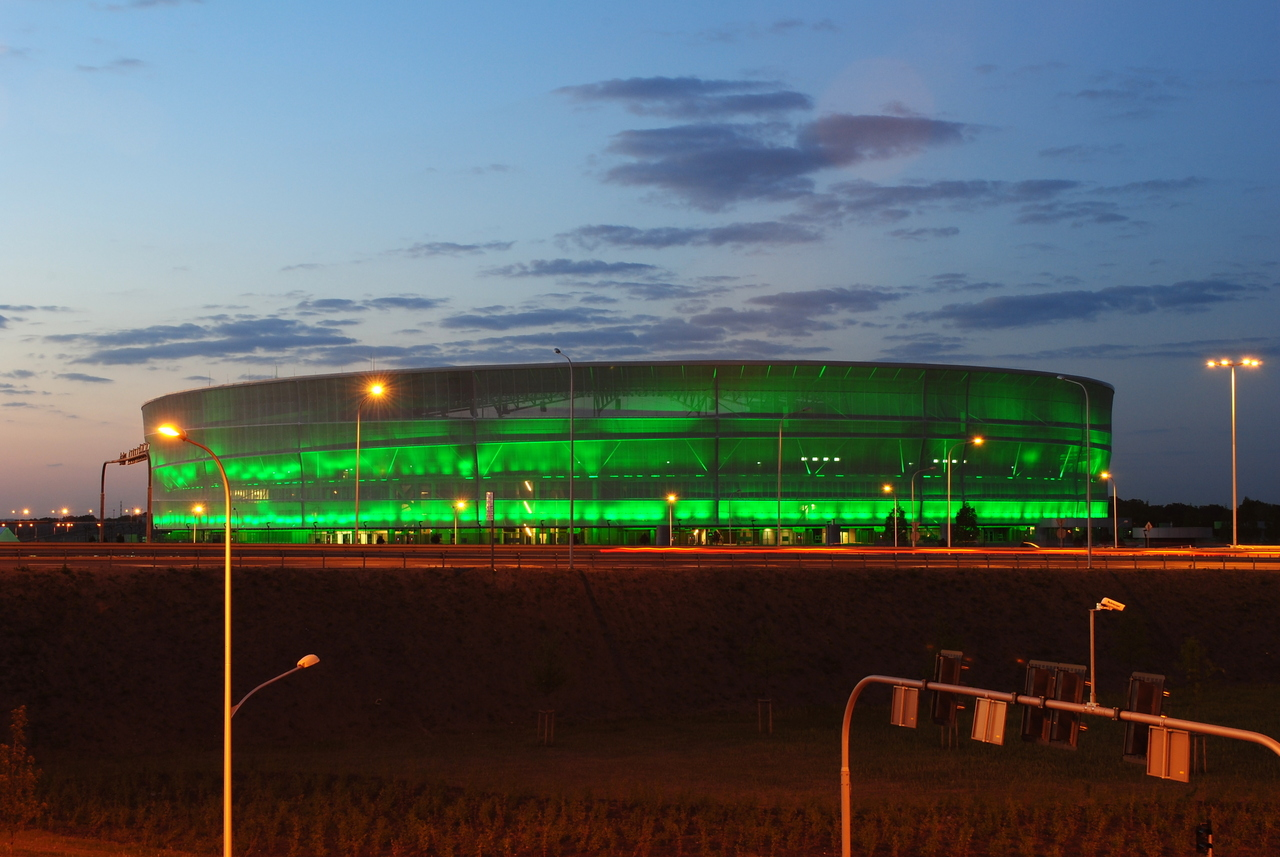
Beleuchtung der Außenhülle
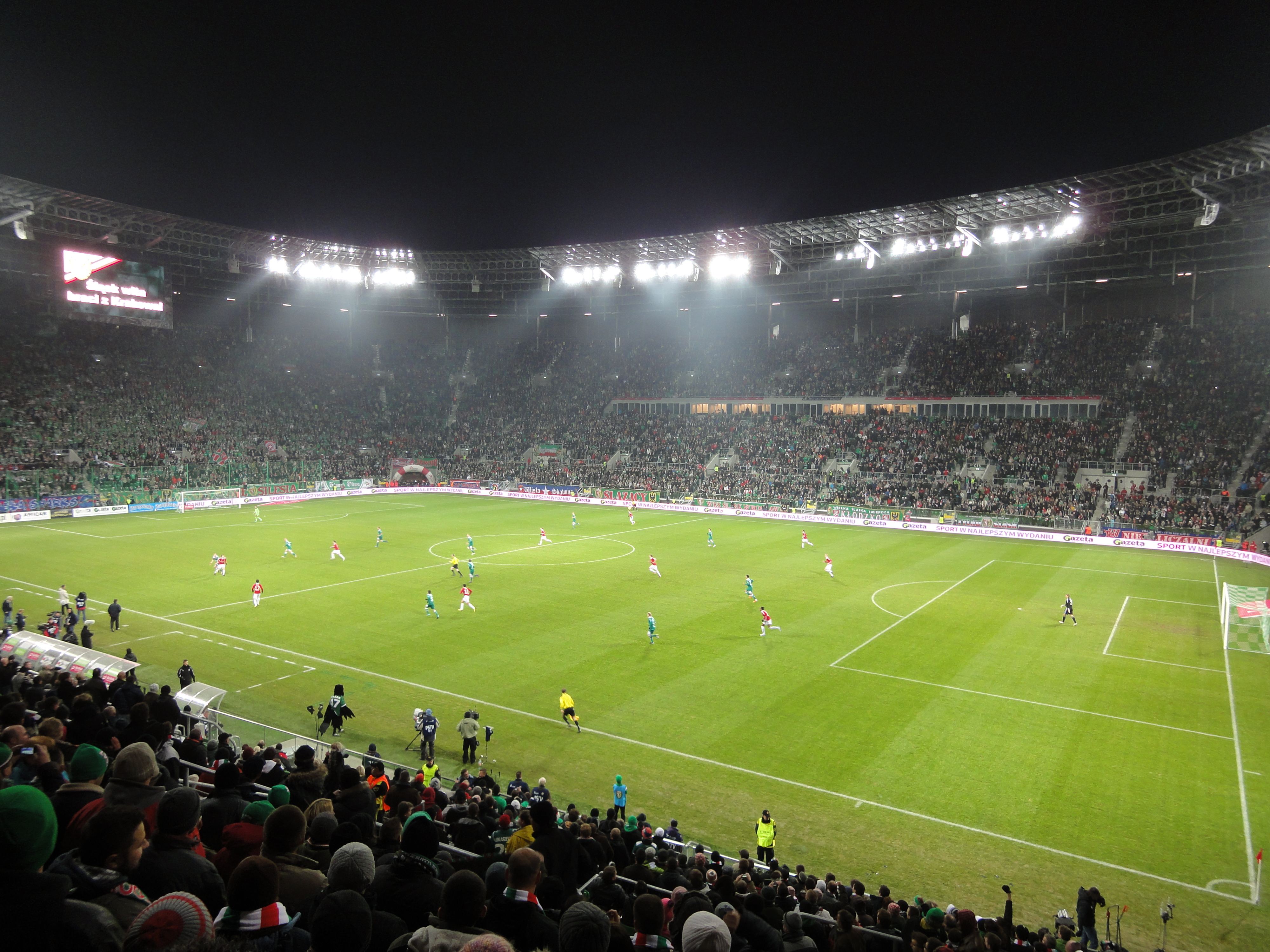
Spiel Śląsk Wrocław gegen Wisła Krakau am 25. November 2011

## Verkehrsanbindung
Das Stadion ist erreichbar über die Anschlussstelle „Wrocław Stadion“ an der A8, den gleichnamigen Bahnhof an der Bahnstrecke Wrocław–Szczecin und die Straßenbahnlinien 3, 10, 18, 20, 21, 22 und 72.